# ريد بارنز
ريد بارنز (بالإنجليزية: Red Barnes)‏ هو لاعب كرة قدم أمريكية أمريكي، ولد في 25 ديسمبر 1904 في Suggsville, Alabama ‏ في الولايات المتحدة، وتوفي في 3 يوليو 1959 في موبيل في الولايات المتحدة بسبب لمفوما.

## وصلات خارجية
- ريد بارنز على موقعبيزبول رفرنس.كوم (الدوري الرئيسي) (الإنجليزية)
- ريد بارنز على موقعبيزبول رفرنس.كوم (الدوري الثانوي) (الإنجليزية)